# Shirley Waldemar Baker
Shirley Waldemar Baker (Londres, Inglaterra; 1836 – Pangai, Tonga; 16 de noviembre de 1903) fue un misionero inglés, que se desempeñó como Primer Ministro de Tonga.

## Biografía

### Primeros años
Baker nació en Londres, Inglaterra, en el seno de una familia de Devonshire. Estudió medicina y se fue a Australia en 1852 como polizón. Trabajó como ayudante de granja, minero y boticario en los campos de oro de Victoria. Baker decidió convertirse en misionero y en 1860 fue ordenado y enviado a Tonga por la conferencia wesleyana australiana.

### Tonga
Baker se convirtió en el jefe de la misión y participó en los consejos del Rey Jorge Tupou I, quien lo convirtió en su primer ministro. Hubo un desacuerdo con las autoridades wesleyanas en Sídney en 1879, y Baker fundó un organismo independiente bajo el título de "Iglesia libre de Tonga". Algunos de los nativos, sin embargo, fueron leales a su iglesia original y se despertaron sentimientos muy fuertes, que resultaron con un intento de dispararle a Baker en 1887. Él salió ileso, pero su hijo y su hija fueron heridos. Seis tonganos fueron ejecutados por este crimen, y muchos fueron deportados a otras islas. En 1888, el reverendo George Brown visitó Tonga para investigar el puesto y tratar de sanar la brecha entre las dos iglesias. No tuvo éxito, y sus informes muestran que Baker estaba usando su poder en perjuicio de aquellos que no eran partidarios de la Iglesia Libre. En 1890, Sir John Bates Thurston visitó Tonga y deportó a Baker con poca antelación a Auckland por ser "perjudicial para la paz y el buen orden del Pacífico occidental".

### Vida avazanda
Baker vivió en Auckland durante algunos años, pero sufrió pérdidas financieras en la depresión de 1890. Realizó una breve visita a Tonga en 1897, se estableció allí de nuevo en 1900 y fue donde falleció, el 16 de noviembre de 1903. Su tumba y monumento siguen siendo una atracción turística en Pangai en Lifuka, Ha'apai.
El lado del caso de Baker se puede encontrar en el Mennell's Dictionary of Australasian Biography, publicado en 1892. Una opinión contraria está en Las diversiones de un primer ministro de Basil Thomson. RL Stevenson, que llamó a Baker "el difamado y acusado hombre de Tonga" lo encontró "muy interesante para hablar" (Vailima Letters, p 41).